# ВСІ Тампа-Бей
ФК «ВіжнПро Спортс Інститют «Тампа-Бей» (англ. VisionPro Sports Institute Tampa Bay Football Club) — колишній американський футбольний клуб з Плант Сіті, Флорида, заснований 2011 року та розформований у 2013 році. Виступав в USL. Домашні матчі приймав на стадіоні «Плант Сіті Стедіум», місткістю 6 700 глядачів.